# Hegyi zugpók
A hegyi zugpók (Tegenaria ferruginea) a pókszabásúak (Arachnida) osztályának pókok (Araneae) rendjébe, ezen belül a főpókok (Araneomorphae) alrendjébe és a zugpókfélék (Agelenidae) családjába tartozó faj.
A binomiális név specifikus része a latin „ferrugo”, azaz „rozsdás” szóból származik. Meglehetősen hasonlít a T. parietina fajra, 160 éven keresztül azzal együtt a Tegenaria nembe sorolták, 2005-ben került át a Malthonica nembe; azonban 2016 októberében visszahelyezték a Tegenaria nembe. Európában és az Azori-szigeteken közönséges, a Kárpát-medence zugpókjai közül a legnagyobb, legszínesebb faj.

## Megjelenése
A nőstény 12–14 mm, a hím 10–11 mm hosszú. Alapszínük sötétszürke, testükön végigfutó középsávuk a fejtoron piszkosfehér, a potrohon rozsdavörös színű. A fejtoron egy kevésbé feltűnő oldalsáv is megtalálható. A potroh elején a középsávot krémsárga foltok veszik körbe, a vége felé ezek a foltok eltűnnek, és csaknem feketébe vált mindkét oldal. A pók sötét színű mellpajzsának középvonalában egy hátrafelé szűkülő nagyobb, ennek két oldalán szintén hátrafelé csökkenő méretű négy elkülönülő, világos foltpár látható – ezek fontos határozóbélyegek lehetnek a faj meghatározásakor.

## Életmódja
Hegy- és dombvidékek erdeiben, sziklahasadékokban, barlangok bejáratánál gyakori, de tágas faodvakban, párás levegőjű, kevésbé háborított emberi építményekben is megtalálja a helyét. Többnyire a talajszint közelében található. A kifejlett példányok májustól októberig fordulnak elő.

## Fordítás
- Ez a szócikk részben vagy egészben  a   Malthonica ferruginea című angol Wikipédia-szócikk ezen változatának fordításán alapul.  Az eredeti cikk szerkesztőit annak laptörténete sorolja fel. Ez a jelzés csupán a megfogalmazás eredetét és a szerzői jogokat jelzi, nem szolgál a cikkben szereplő információk forrásmegjelöléseként.